# Horton (Alabama)
Pour les articles homonymes, voir Horton.
Horton est une communauté non incorporée du comté de Marshall en  Alabama.
En 2000 sa population était de 4 450 habitants.